# Chlorid zirkonitý
Chlorid zirkonitý je anorganická sloučenina s chemickým vzorcem ZrCl3.

## Příprava
Chlorid zirkonitý byl poprvé připraven Ruffem a Wallsteinem redukcí chloridu zirkoničitého hliníkem za vzniku kontaminovaného chloridu zirkonitého:
3 ZrCl4 + Al → 3 ZrCl3 + AlCl3
V případě využití hliníku jako redukčního činidla s chloridem zirkoničitým vzniká řada chlorohlinitanů, jako například [Zr(AlCl4)2(AlCl4)2] a Zr(AlCl4)3.
Problém s kontaminací hliníkem byl vyřešen redukcí kovovým zirkoniem:
Zr + 3 ZrCl4 → 4 ZrCl3
Jelikož chlorid zirkonitý je netěkavý, lze zabránit kontaminaci využitím plynného redukčního činidla. Například chlorid zirkonitý lze připravit redukcí chloridu zirkoničitého vodíkem:
2 ZrCl4 + H2 → 2 ZrCl3 + 2 HCl

## Vlastnosti
Chlorid zirkonitý krystalizuje ve dvou modifikacích. α-chlorid zirkonitý je modročerná krystalická látka, která krystalizuje v trigonální soustavě typu α-chloridu titanitého s prostorovou grupou P3m1 (Číslo 164) a parametry mřížky a = 5,961 Å, c = 9,669 Å. β-chlorid zirkonitý tvoří olivově zelené jehlice v hexagonální soustavě s prostorovou grupou P63/mcm (Číslo 193) a parametry mřížky a = 6,382 Å, c = 6,135 Å. Na vzduchu oxiduje na ZrOCl2.